# Радіссон (Вісконсин)
Радіссон (англ. Radisson) — селище (англ. village) в США, в окрузі Соєр штату Вісконсин. Населення — 273 особи (2020).

## Географія
Радіссон розташований за координатами 45°46′6″ пн. ш. 91°13′4″ зх. д. / 45.76833° пн. ш. 91.21778° зх. д. (45.768230, -91.217845).  За даними Бюро перепису населення США в 2010 році селище мало площу 1,02 км², уся площа — суходіл.

## Демографія
Згідно з переписом 2010 року, у селищі мешкала 241 особа в 110 домогосподарствах у складі 57 родин. Густота населення становила 236 осіб/км².  Було 140 помешкань (137/км²).
Расовий склад населення:
| - 83,0 % — білих - 5,0 % — корінних американців - 3,3 % — чорних або афроамериканців - 1,2 % — азіатів - 1,7 % — осіб інших рас |

До двох чи більше рас належало 5,8 %. Частка іспаномовних становила 5,0 % від усіх жителів.
За віковим діапазоном населення розподілялося таким чином: 24,9 % — особи молодші 18 років, 53,1 % — особи у віці 18—64 років, 22,0 % — особи у віці 65 років та старші. Медіана віку мешканця становила 44,5 року. На 100 осіб жіночої статі у селищі припадало 111,4 чоловіків;  на 100 жінок у віці від 18 років та старших — 129,1 чоловіків також старших 18 років.
Медіана доходів становила 45 417 доларів для чоловіків та 30 250 доларів для жінок. За межею бідності перебувало 54,4 % осіб, у тому числі 93,5 % дітей у віці до 18 років та 28,2 % осіб у віці 65 років та старших.
Цивільне працевлаштоване населення становило 91 особа. Основні галузі зайнятості: мистецтво, розваги та відпочинок — 52,7 %, виробництво — 13,2 %, освіта, охорона здоров'я та соціальна допомога — 12,1 %.